# Eutoxeres aquila
O beija-flor-de-bico-de-foice, também conhecido por bico-de-foice-de-pontas-brancas (nome científico: Eutoxeres aquila), é uma espécie de ave apodiforme pertencente à família dos troquilídeos, que inclui os beija-flores. É um dos dois representantes do gênero dos bicos-de-foice, que pertence à subfamília dos fetornitíneos. Pode ser encontrada em altitudes entre 300 e 2300 metros acima do nível do mar, onde se distribui desde o norte da Costa Rica, seguindo pelo Panamá, mais ao sul pela Colômbia, Equador e Peru, principalmente pela região oriental sul-americana.

## Etimologia
O nome do gênero deriva da uma aglutinação dos termos em grego antigo εὖ, eu, que significa literalmente "bom, bonito"; adicionado do adjetivo τοξηρης, toxērēs, este último que significa literalmente "arqueado, curvado". Essa denominação referencia o formato do bico dos representantes deste gênero. Em contrapartida, seu descritor específico aquila deriva do mesmo termo em neolatim, que por sua vez, provém do grego antigo, sendo uma referência à uma espécie de ave, Aquila chrysaetos, que é mais conhecida pela nomenclatura vernácula como águia-real, ou ainda, a espécie de falconídeo conhecida como falcão-peregrino. Suas subespécies também possuem descritores que são específicos à estes, com a subespécie nominal compartilhando o descritor da espécie. Eutoxeres aquila heterurus deriva dos termos da língua grega, ἕτερος, héteros, um termo que significa literalmente "diferente, assimétrica"; adicionado de ουρά, ourá, que significa "cauda". Eutoxeres aquila salvini, entretanto, não derivara particularmente de um substantivo comum, mas se trata de uma dedicatória ao ornitólogo inglês Osbert Salvin.
Seu nome comum em ambos dialetos do português brasileiro e português europeu menciona, no início ou no final, o termo "bico-de-foice", em uma referência ao formato de gancho presente nos membros do gênero. Adicionalmente, seu nome comum no português europeu adiciona que esta espécie possui "pontas-brancas" em contrapartida ao "bico-de-foice-de-pontas-amareladas" que apresenta as extremidades da cauda mais amareladas, enquanto esta espécie possui as pontas da cauda esbranquiçadas.

## Descrição
São beija-flores ligeiramente grandes, porém ainda dentro da média, apresentando entre 11,5 a 13,5 centímetros de comprimento, com os machos e as fêmeas apresentando plumagem similar, sendo basalmente idênticos e, logo, possuindo um dimorfismo sexual pouco pronunciado. Como outros fetornitíneos, apresenta um bico mais curvilíneo do que as outras subfamílias de beija-flores, porém muito mais pronunciadamente em relação às outras espécies, possuindo a forma de um quarto de um círculo. Possui maxilar enegrecido e a mandíbula amarelada. Sua massa corporal apresenta uma variação entre 8,6 aos 14,5 gramas, sendo bastante pesados em comparação com uma maioria de espécies de beija-flor. Suas partes superiores se tornam esverdeadas, em uma coloração similar à oliva, quando atingem a maturidade, ao que sua garganta e seu torso são de coloração mais escura, enegrecida. Enquanto isso, o restante das partes inferiores são verde-oliva com muitas listras esbranquiçadas. Sua cauda, assim como outros com o qual esta espécie compartilha sua família, possui um total de dez penas caudais que, nesse caso, são majoritariamente esverdeadas, com as plumas externas sendo ainda esverdeadas, embora mais cinzentas ou acastanhadas, porém com listras brancas.

## Distribuição e habitat
Sua subespécie com distribuição geográfica mais ao norte, Eutoxeres aquila salvini, descrita pelo ornitólogo John Gould em 1818, pode ser encontrado desde a Costa Rica, seguindo posteriormente ao Panamá, principalmente na parte mais central e, depois, distribuindo-se ao oeste da Colômbia. Outra subespécie, Eutoxeres aquila heterurus, se distribui desde a região do departamento de Cauca, ao sudoeste da Colômbia, ao sul através do território equatoriano, ainda, havendo um único registro no assentamento de Mérida, uma localidade e capital do estado homônimo na Venezuela. Eutoxeres aquila aquila, a subespécie nominal, se distribui desde a Colômbia oriental, seguindo ao sul, pelo Equador oriental e, depois, ao norte do Peru. Esta espécie habita os sub-bosques da floresta montanhosa de folhas persistentes. Através da Costa Rica, se distribui nas altitudes entre 300 aos 700 metros, acima do nível do mar, de elevação na encosta caribenha, e entre 1000 e 1200 metros na parte fronteiriça ao Oceano Pacífico. Pelo oeste da Colômbia, pode ser encontrada desde o nível do mar seguindo até os 1400 metros e, no vale do rio Magdalena, entre 1600 e 2100 metros. Finalmente, no Peru, encontra-se entre os 750 e 2000 metros.

## Sistemática
São reconhecidas três subespécies:
- Eutoxeres aquila salvini (Gould, 1868) — pode ser encontrado desde a Costa Rica, seguindo posteriormente ao Panamá, principalmente na parte mais central e, depois, distribuindo-se ao oeste da Colômbia
- Eutoxeres aquila aquila (Bourcier, 1847) — pode ser encontrado desde a região do departamento de Cauca, ao sudoeste da Colômbia, ao sul através do território equatoriano, ainda, havendo um único registro no assentamento de Mérida, uma localidade e capital do estado homônimo na Venezuela
- Eutoxeres aquila heterurus (Gould, 1868) — subespécie nominal; pode ser encontrado desde a Colômbia oriental, seguindo ao sul, pelo Equador oriental e, depois, ao norte do Peru

## Comportamento

### Alimentação
Os beija-flores-de-bico-de-foice se alimentam principalmente de néctar. O bico curvilíneo caracteriza uma adaptação ao formato das flores, especialmente aquelas dos gêneros Centropogon e Heliconia, e normalmente se agarra à flor enquanto se alimenta. Esta espécie alimenta-se através de armadilhas, visitando um circuito de plantas com flores e não defendendo nenhuma área em particular. Os bicos-de-foice também se alimentam de insetos, recolhendo-os de teias de aranha ou troncos e galhos.

### Reprodução
Os machos de beija-flores-de-bico-de-foice realizam um cortejo de exibição para as fêmeas e se reúnem em acasalamento lek, realizando uma revoada em forma de u; são aves poligínicas, possuindo mais de uma parceira sexual ao mesmo tempo. As estações de reprodução da espécie variam em todo o seu alcance e parece que muitas vezes se reproduzem duas vezes por ano. A fêmea constrói um ninho de xícara que fica pendurado na parte inferior de Heliconia ou em folhas maiores e, às vezes, nas estruturas humanas, como pontes e telhados de edifícios. O ninho é tecido com radículas, cabelos, rizomas de fungos e fibras vegetais amarradas com teias de aranha. O tamanho da ninhada é de dois ovos.

### Vocalização
As vocalizações dos beija-flores-de-bico-de-foice são "uma série complexa de guinchos finos e chorosos, seguidos por algumas notas tseep estridentes e agudas". Parece haver alguma variação geográfica nele. Uma descrição de sua chamada é "notas tsitting agudas, finas e agudas".

## Estado de conservação
A União Internacional para a Conservação da Natureza avaliou o beija-flor-bico-de-foice como sendo uma espécie "pouco preocupante", embora o tamanho e a tendência de sua população sejam desconhecidos. Nenhuma ameaça imediata ao seu habitat foi identificada. É considerado incomum a bastante comum e é encontrado em pelo menos uma área protegida. Pode estar sendo ameaçado pela degradação ambiental das florestas, pois se alimenta do néctar das flores.